# Арну, Эдмон Никола
Эдмон Никола Арну (фр. Edmond Nicolas Arnould; 13 марта 1811, Дьёз — 1 февраля 1861, Париж) — французский литературовед, писатель
 и педагог, преподаватель литературы. Отец Артюра Арну.

## Биография
Получил педагогическое образование в родном городе, затем был последовательно учителем в Саргемине и Нанси, возглавлял училище в Дьёзе, преподавал в Оше, Туре и Анже. В 1841 году получил степень доктора словесности, в следующем году был назначен профессором риторики в Анже. В 1843 году заменил Женина на должности профессора французской литературы в Страсбургском университете, далее с 1845 года на протяжении нескольких лет преподавал её же в университете в Пуатье, а после смерти Озанама занял кафедру иностранной литературы на факультете словесности Парижского университета (в 1853 году; утверждён в должности был в 1856 году).
Его перу принадлежат поэма «Révolution de 1830» (1830, формат in-8), драма в стихах «Georges Dalton» (Пуатье, 1846, формат in-18; была поставлена в театре «Одеон»), перевод первых четырёх песен «Фиваиды» Стация для собрания Низара; кроме того, им написаны обширные литературоведческие работы «De l’invention originale» (1849, формат in-8), отмеченное премией Парижской академии, и «Essai d’une théorie du style» (1851, формат in-8), впоследствии переработанное в работу коллектива авторов «Essais de théorie et d’histoire littéraire» (1858, формат in-8), куда вошёл также составленный им вместе с М. Ратери в 1852 году и до этого не публиковавшийся трактат о влиянии итальянской литературы на французскую, также получивший премию от Парижской академии. После смерти Эдмона Арну его друзьями были собраны сонеты и поэмы его авторства, выпущенные под одноимённым заглавием и с предисловием Сан-Марка Жирардина в формате in-18 в 1861 году и переизданные в 1863 году.